# Рейхард, Христиан Готтлиб
Христиан Готтлиб Рейхард (нем. Christian Gottlieb Reichard; 26 июня 1758 Шлайц — 11 сентября 1837) — немецкий картограф.

## Биография
Родился 26 июня 1758 года в Шлайце. Учился в Лейпциге.
В 1803 году напечатал «Атлас всего земного шара и т. д.» на шести таблицах по гномонической проекции; этот труд остается до сих пор единственным в своем роде. 
В 1817 году совместно с Адольфом Штилером издал в типографии Юстуса Пертеса «Ручной атлас Штилера» («Handatlas», 75 листов, Гота, 1817—23), охватывающий все части света — первое и лучшее для своего времени из изданий этого рода, в новой обработке издан в 1888—1891 гг.
Менее удачны его карты Альп и Гималаев; не выдерживают критики его труды в области древней географии, хотя его «Атлас древнего мира» (Нюрнберг, 1824 и 1853) выдержал два издания. Он издал еще несколько атласов и карт, а также «Geographische Nachweisungen der Krie gsvorfälle Cä sars in Gallien» (Лейпциг, 1832) и др.